# Liste der Monuments historiques in Hérisson (Allier)
Die Liste der Monuments historiques in Hérisson (Allier) führt die Monuments historiques in der französischen Gemeinde Hérisson auf.

## Liste der Bauwerke
| Bezeichnung               | Beschreibung                                                                                         | Standort                          | Kennzeichnung | Schutzstatus | Datum | Bild           |
| ------------------------- | --- | --------------------------------- | ------------- | ------------ | ----- | -------------- |
| Kapelle St-Étienne        | Erbaut im 16. Jahrhundert (Fotos in der Base Mérimée)                                                | nordwestlich der Stadt (Lage)     | PA00093113    | Classé       | 1986  |                |
| Burg Hérisson             | Erbaut im 14. Jahrhundert                                                                            | Rue de Cacheloup (Lage)           | PA00093114    | Classé       | 1986  | weitere Bilder |
| Château de la Roche-Othon | Burg, erbaut im 14. Jahrhundert, im 17. Jahrhundert zum Schloss umgebaut (Fotos in der Base Mérimée) | nordwestlich der Stadt (Lage)     | PA00093115    | Inscrit      | 2010  |                |
| Kirche St-Pierre          | Erbaut im 12. Jahrhundert                                                                            | Châteloy (Lage)                   | PA00093116    | Classé       | 1909  | weitere Bilder |
| Kirche St-Sauveur         | Erbaut im 12. Jahrhundert                                                                            | Place Joseph Lesage (Lage)        | PA00093117    | Inscrit      | 1927  | weitere Bilder |
| Hôtel Mousse              | Erbaut im 14. Jahrhundert (Fotos in der Base Mérimée)                                                | 5 Rue Fougieres de Nicolai (Lage) | PA00093118    | Inscrit      | 1995  |                |
| Pigeonnier de Crochepot   | Taubenturm, erbaut im 17. Jahrhundert (Fotos in der Base Mérimée)                                    | 18 Rue de Crochepot (Lage)        | PA00093119    | Inscrit      | 1985  |                |
| Porte de la Rivière       | auch Porte de Gateuil; Stadttor, erbaut im 14. Jahrhundert                                           | Porte de Gateuil (Lage)           | PA00093120    | Inscrit      | 1928  | weitere Bilder |
| Porte de Varenne          | Stadttor, erbaut im 14. Jahrhundert                                                                  | Rue de l’Enfer (Lage)             | PA00093121    | Inscrit      | 1928  | weitere Bilder |
| Maison La Synagogue       | Erbaut im 14. Jahrhundert                                                                            | 3 Rue de l’Abbé Aury (Lage)       | PA03000061    | Inscrit      | 2021  | weitere Bilder |

## Liste der Objekte

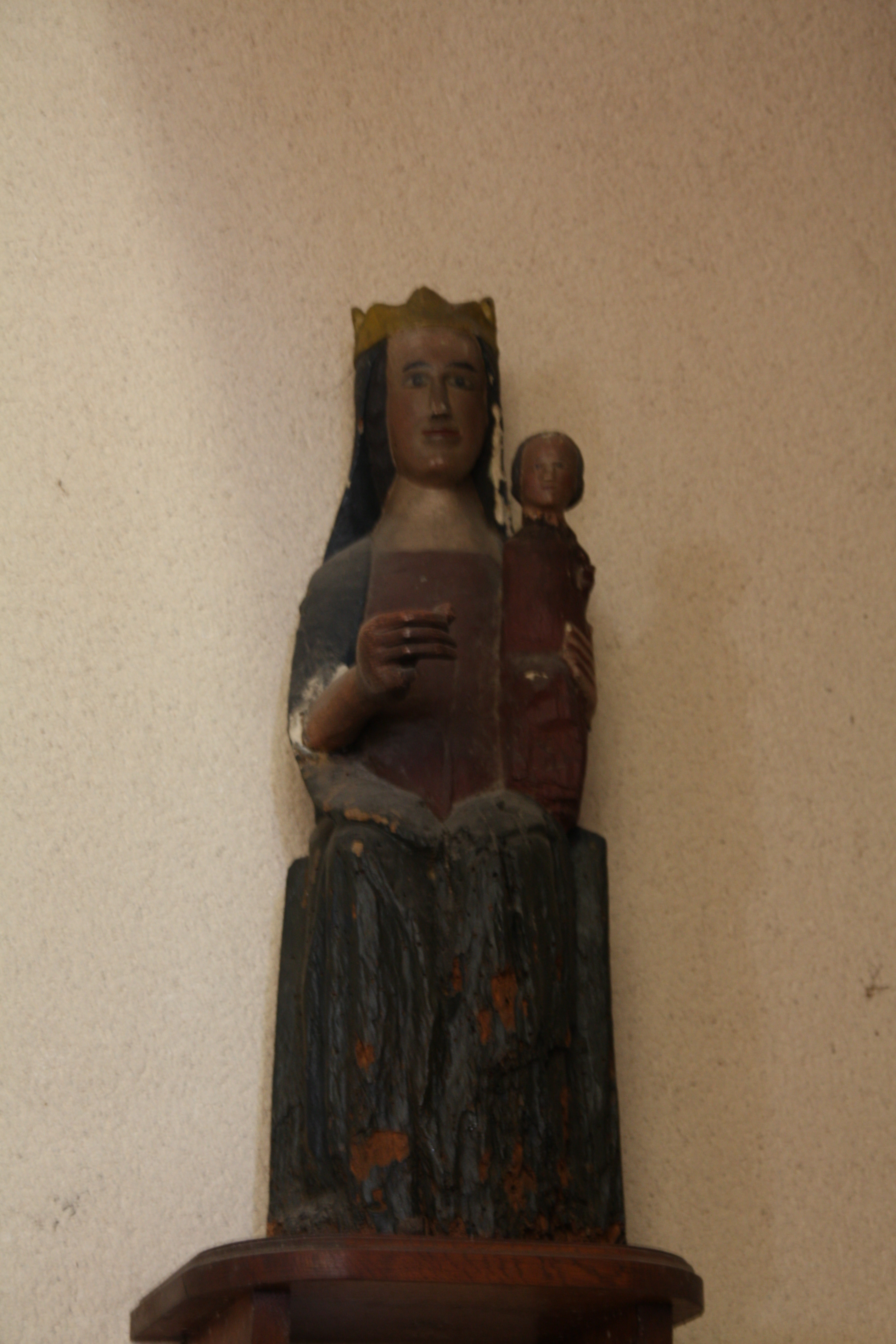
Madonna mit Kind (Monument historique)

- Monuments historiques (Objekte) in Hérisson in der Base Palissy des französischen Kultusministeriums